# Yemayá
| Farben           | Blau, versetzt mit Weiß, sinnbildlich für die Schaumkronen auf dem Wasser. |
| Zahlen           | 7                                                                          |
| Kath. Heilige(r) | Virgen de Regla                                                            |

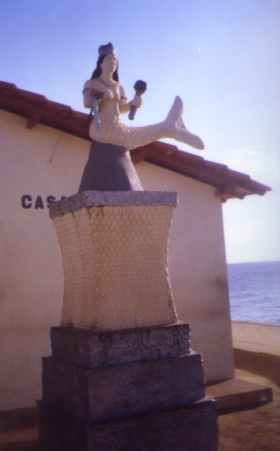
Yemayá-Figur im Stadtteil Rio Vermelho, in Salvador da Bahia, Brasilien

Yemayá, auch Iemanjá, Yemanjá, Yemoja, Iemoja u. a., ist in der Religion der Yoruba, in der afrokubanischen Santeria und in den afrobrasilianischen Religionen Candomblé und Umbanda die Göttin (Orisha / Orixá) des Meeres und der Mutterschaft.
Sie wird daher häufig als Wasserfrau dargestellt und repräsentiert z. B. in Brasilien das Salzwasser des Meeres, in Nigeria ist sie eine Flussgöttin im Bundesstaat Ogun.
Sie ist Mutter der gesamten Menschheit, ist wie Obá Hüterin des Heimes und Schutzpatronin der Seefahrer. Große Festlichkeiten zu ihren Ehren werden in Brasilien am Meeresstrand zelebriert. Um ihr zu danken, Wünsche an sie zu richten oder ihr zu huldigen, werden in Brasilien traditionell Blumen, Düfte oder andere kleine Gaben an das Meer geschenkt. Entweder vertraut man die Gaben am Ufer des Meeres den Wellen an, oder man fährt mit dem Boot hinaus und legt diese ins Wasser.
Die wörtliche Übersetzung ihres Namens stammt aus dem Yoruba Yèyé omo ejá und bedeutet ‚Mutter der Fische‘. Andere Namen sind Dandalunda und Pandá.
Im Ifá-Orakel von Ifé (Ile-Ife), das sich in Brasilien durch Muschelwerfen identifizieren lässt, zeigt es sich durch das Spiel Merindilogun, durch die Odùs Ejibe und Ossá.
Yemayá gilt als eine der wichtigsten Orishas auf Kuba.

## Legenden
Als Göttin des Meeres und des Mondes, wie es in der Legende Iemanjá rettet die Sonne vor dem Auslöschen überliefert ist, ist sie mit Ebbe und Flut assoziiert und steht als Hüterin der Köpfe in Verbindung mit dem inneren Gleichgewicht der Menschen.
Yemayá ist verheiratet mit Oxalá. Da sie so viel mit ihrem Mann redete, wurde er verrückt. Yemayá musste ihn heilen und wurde so zur Hüterin der Köpfe.
Außerdem ist sie die Mutter aller anderen Orixás. Daher versinnbildlicht sie in sich Mütterlichkeit, Mitgefühl, Beschützergeist gegenüber anderen, Großzügigkeit, Ernsthaftigkeit und Stärke, und ist wie ihr Mann Oxalá sehr familienorientiert. Sie aber auf die Tätigkeiten einer Hausfrau und Mutter zu reduzieren, wäre zu wenig, wie es die Legende Iemanjá heilt Oxalá und erhält die Macht über die Köpfe folgendermaßen berichtet: „So ging Iemanjá zu Oxalás Haus und kümmerte sich um alles: um den Haushalt, die Kinder, das Essen, den Ehemann, um alles. Iemanjá machte nichts anderes mehr als arbeiten und sich beschweren. Wenn alle eine Aufgabe in der Welt hatten, wofür sie Opfer und Achtung erhielten, warum sollte sie wie eine Sklavin Zuhause bleiben? Iemanjá gab nicht nach.“
Wer ihre Großzügigkeit missversteht und die ihr Geweihten provoziert, muss mit ihrer Wut rechnen, wie z. B. in der Legende Iemanjá rächt ihren Sohn und zerstört die erste Menschheit erzählt wird.

## Symbole und Erscheinungsbild
Ihre Attribute sind Fische und ein Handspiegel namens Abebê. Ihr Wochentag ist der Samstag. 
Ihre Farben sind (Hell-)Blau und Weiß, ihr Metall ist Silber. Ihre Anhänger tragen dies daher oft in ihrer Kleidung oder als Schmuck.
Die ihr Geweihten, die „Töchter und Söhne von Iemanjá“ (brasilianisch filhas- e filhos-de-santo) imitieren beim Tanzen im Trancezustand mit ihren Händen die Wellen von Wasser. Sie weinen dabei viel und sollen ausgezeichnete Psychologen sein.

## Film
Die Göttin Yemanyá spielt eine Rolle im amerikanischen Spielfilm Woman on Top aus dem Jahr 2000. In der dritten Staffel der Fernsehserie American Gods ist sie in zwei Episoden neben Oshun zu sehen.